# Кубок Німеччини з футболу 1975—1976
Кубок Німеччини з футболу 1975—1976 — 33-й розіграш кубкового футбольного турніру в Німеччині, 24 кубковий турнір на території Федеративної Республіки Німеччина після закінчення Другої світової війни. У кубку взяли участь 128 команд. Переможцем кубка Німеччини вдруге став Гамбург.

## Третій раунд
| Команда 1                     | Рахунок | Команда 2                            |
| ----------------------------- | ------- | ------------------------------------ |
| 12 грудня 1975                |         |                                      |
| Дуйсбург                      | 0:1     | Боруссія (Менхенгладбах)             |
| Армінія (Білефельд) (2)       | 3:2     | Гютерсло (2)                         |
| Пройсен Мюнстер (2)           | 2:2 дч  | Шварц-Вайс (Ессен) (2)               |
| 13 грудня 1975                |         |                                      |
| Шальке 04                     | 1:2     | Айнтрахт (Брауншвейг)                |
| Фортуна (Дюссельдорф)         | 4:4 дч  | Бохум                                |
| Кельн                         | 3:1     | Фюрт (2)                             |
| Баварія                       | 3:0     | Теніс Боруссія (Західний Берлін) (2) |
| Штутгартер Кікерс (2)         | 1:3     | Герта (Західний Берлін)              |
| Айнтрахт (Франкфурт-на-Майні) | 3:0     | Оснабрюк (2)                         |
| Гамбург                       | 4:0     | Юліх (Дюрен) (3)                     |
| Дармштадт 98 (2)              | 3:1 дч  | Нюрнберг (2)                         |
| Гомбург (2)                   | 1:0     | Чіо-Вальдгоф (2)                     |
| Вайскірхен (3)                | 0:1     | Пірмазенс (2)                        |
| Рехлінген (Фельклінген) (2)   | 4:1     | Хассія Бінген (3)                    |
| 14 грудня 1975                |         |                                      |
| Вестфалія-Фортуна (Герне) (2) | 1:3     | Кайзерслаутерн                       |
| Ваттеншайд 09 (2)             | 2:3     | Байєрн (Гоф) (2)                     |
| 17 грудня 1975 (перегравання) |         |                                      |
| Бохум                         | 1:3 дч  | Фортуна (Дюссельдорф)                |
| 10 січня 1976 (перегравання)  |         |                                      |
| Шварц-Вайс (Ессен) (2)        | 3:2 дч  | Пройсен Мюнстер (2)                  |

## Четвертий раунд
| Команда 1                     | Рахунок | Команда 2                     |
| ----------------------------- | ------- | ----------------------------- |
| 31 січня 1976                 |         |                               |
| Байєрн (Гоф) (2)              | 0:2     | Гамбург                       |
| Шварц-Вайс (Ессен) (2)        | 1:1 дч  | Кельн                         |
| Гомбург (2)                   | 3:0     | Дармштадт 98 (2)              |
| Кайзерслаутерн                | 2:0     | Айнтрахт (Брауншвейг)         |
| Фортуна (Дюссельдорф)         | 3:2     | Боруссія (Менхенгладбах)      |
| Герта (Західний Берлін)       | 1:0 дч  | Айнтрахт (Франкфурт-на-Майні) |
| Пірмазенс (2)                 | 0:2     | Баварія                       |
| 11 лютого 1976                |         |                               |
| Рехлінген (Фельклінген) (2)   | 1:0     | Армінія (Білефельд) (2)       |
| 11 лютого 1976 (перегравання) |         |                               |
| Кельн                         | 1:0 дч  | Шварц-Вайс (Ессен) (2)        |

## Чвертьфінали
| Команда 1                     | Рахунок | Команда 2                   |
| ----------------------------- | ------- | --------------------------- |
| 3 квітня 1976                 |         |                             |
| Кельн                         | 2:5     | Баварія                     |
| Кайзерслаутерн                | 3:0     | Фортуна (Дюссельдорф)       |
| Гомбург (2)                   | 1:2     | Гамбург                     |
| Герта (Західний Берлін)       | 1:1 дч  | Рехлінген (Фельклінген) (2) |
| 27 квітня 1976 (перегравання) |         |                             |
| Рехлінген (Фельклінген) (2)   | 1:2     | Герта (Західний Берлін)     |

## Півфінали
| Команда 1      | Рахунок | Команда 2               |
| -------------- | ------- | ----------------------- |
| 4 травня 1976  |         |                         |
| Гамбург        | 2:2 дч  | Баварія                 |
| Кайзерслаутерн | 4:2     | Герта (Західний Берлін) |
| 1 червня 1976  |         |                         |
| Баварія        | 0:1     | Гамбург                 |

## Фінал
| 26 червня 1976 16:00 (CET) |

| Гамбург                 | 2:0      | Кайзерслаутерн |
| ----------------------- | -------- | -------------- |
| Ногли 22' Бйорнмосе 37' | Протокол |                |

| Вальдшта́діон, Франкфурт-на-Майні Глядачів: 61 000 Арбітр: Вальтер Ешвайлер |